# Elmer Bernstein
Elmer Bernstein (Nova York, Estats Units, 4 d'abril de 1922 - Ojai, Califòrnia, 18 d'agost de 2004) és un compositor de música per al cinema nord-americà, guanyador de l'Oscar a la millor banda sonora original l'any 1967 per Millie, una noia moderna. La seva carrera va transcórrer durant més de cinc dècades i va compondre "alguns dels temes més reconeixibles i memorables de la història de Hollywood", incloent-hi més de 150 partitures originals de pel·lícules, així com partitures de gairebé 80 produccions televisives.

## Biografia
Bernstein va néixer a Nova York en el si d'una família jueva. Fou fill de Selma Feinstein (1901-1991), nascuda a Ucraïna, i Edward Bernstein (1896-1968), d'Àustria-Hongria. Malgrat alguns supòsits populars, no estava emparentat amb el cèlebre compositor i director d'orquestra Leonard Bernstein, tot i que arribaren a ser bons amics.
Pianista excel·lent, l'exèrcit nord-americà usà el seu talent en les emissions de l' Armed Forced Radio Network durant la Segona Guerra Mundial. Després de treballar en la radiodifusió al servei de les Nacions Unides, feu el salt a Hollywood el 1950, malgrat que l'èxit no li arribà fins al 1956, quan va tenir l'oportunitat de compondre la banda sonora d'Els deu manaments, la superproducció dirigida per Cecil B. De Mille.
De seguida s'especialitzà en westerns i va compondre la música de cintes llegendàries, com Els set magnífics (1960), de John Sturges. Candidat a l'Oscar en multitud d'ocasions (la seva darrera nominació fou el 2003 per la partitura de Lluny del cel, de Todd Haynes), només assolí el primer premi el 1967 per la comèdia musical Millie, una noia moderna (Thoroughly Modern Millie), interpretada per Julie Andrews i dirigida per George Roy Hill.
Acreditat en la part musical per més de 250 produccions fílmiques i televisives, entre els millors títols seus figuren les bandes sonores d'El cap de la por (1991), i l'Edat de la innocència (1993), ambdues de Martin Scorsese: El meu peu esquerre (1989) i El prat (1999), totes dues dirigides per Jim Sheridan, o Els timadors (1990), de Stephen Frears.
Fora del cinema també va compondre algunes obres, com Concerto for guitar & orchestra, i For two Christophers, derivat del Concert d'Aranjuez, del mestre Joaquín Rodrigo.
Bernstein es va casar tres vegades; el primer cop amb Rhoda Federgreen. El seu matrimoni va durar de 1942 a 1946. La segona esposa va ser Pearl Glusman, amb qui es va casar a Filadèlfia, Pennsilvània], el 21 de desembre de 1946. Després del divorci de la parella el 1965, Bernstein es va casar amb Eve Adamson i van romandre junts durant 39 anys, fins a la seva mort. Va tenir quatre fills, dos dels quals seguiren les seves petjades. Elmer va morir de càncer el 18 d'agost de 2004, a la seva casa d'Ojai, Califòrnia, als 82 anys.